# Кьонсанський діалект
Діалекти Кьонсан, або південно-східна корейська мова, — це діалекти корейської мови регіону Йоннам, який включає обидві провінції Кьонсан, Північну та Південну. Ними володіють приблизно 13,000,000 мовців. На відміну від стандартної корейської, більшість варіантів діалектів Кьонсан є тональними, що робить їх схожими на середньокорейську мову.
Діалекти Кьонсан відрізняються. Носій мови може відрізнити діалект Тегу від діалекту регіону Пусан-Ульсан, хоча перше місто знаходиться менш ніж за 100 кілометрів від двох останніх. Діалектні форми відносно подібні вздовж річки середньої течії Нактонган, але відрізняються поблизу Пусана та Ульсана, Чінджу та Пхохана, а також уздовж східних схилів гори Чірісан.

## Голосні
Більшість діалектів Кьонсан мають шість голосних: a (ㅏ), e (ㅔ), i (ㅣ), о (ㅓ), o (ㅗ), у (ㅜ). У більшості областей голосні ㅐ(йе) і ㅔ (e) змішуються, як ㅡ (и) таㅓ(о). Букви ㅚ (ве) і ㅘ (ва) зазвичай опускаються після приголосного, особливо в діалектах Південної Кьонсан. Наприклад, свекоґі (쇠고기) «яловичина» вимовляється як сокоґі (소고기), а кваджа (과자) «солодощі» вимовляється як ккаджа (까자).
Голосні передують, коли наступний склад включає в себе ㅘ (ва) абоㅣ(і), якщо не втручається передньоязиковий приголосний. Наприклад, омі «мама» — це емі, а коґі — «м'ясо» — це кеґі.

## Приголосні
У діалектах Південної Кьонсан (зокрема, сусіднього Намхе) відсутній інтенсивний приголосний сс (ㅆ). Таким чином, мовці вимовляють ссаль (쌀), що означає «рис», як саль (살), що означає «плоть». Широко поширена палаталізація: ґю-, ґі, кі і кю- вимовляються як дж і ч, напр. 귤 це джул, а 기름 це чірим, тоді як х- вимовляється як с, напр. 힘 — сім. Багато слів мають інтенсивні приголосні, де стандартом є tenuis (лат.) Середньокорейські z і β збереглися як c і б, як у 새비 себі для стандартного корейського 새우 сеу «креветка» або 가새 касе для стандартного корейського 가위 каві «ножиці».

## Тон
Діалекти класифікуються як Північна Кьонсан або Південна Кьонсан на основі акценту. Північна Кьонсан має високий тон, низький тон (короткий голосний) і високий тон (довгий голосний), тоді як Південна Кьонсан має високий, середній і низький тони. Наприклад, Південна Кьонсан розрізняє сóні «гість», сōні «рука» та сòні «онук». Наголос також відіграє граматичну роль, наприклад, розрізняючи актив і пасив, як у джéп-піда «змусити когось зловити» і джепíда «бути зловленим».
У Північній Кьонсан будь-який склад може мати високий наголос у формі високого тону, як і два початкові склади. Наприклад, у трискладових словах існує чотири можливі тональні схеми:
- 메누리 [мé.ну.рі] ('невістка')
- 어무이 [о.му́.i] ('мати')
- 원어민 [во.но.мíн] ('носій мови')
- 오래비 [ó.рé.бі] ('старший брат')

## Граматика
Діалект Кьонсан зберігає сліди середньокорейської мови: граматика діалекту розрізняє запитання «так-ні» та запитання «хто / що / де / коли / чому», тоді як стандартна сучасна корейська їх не розрізняє. На неформальному рівні мовлення, наприклад, у діалекті Кьонсан запитання «так-ні» закінчуються на «-a (아)», а запитання «хто / що / де / коли / чому» закінчуються на «-o (오)», тоді як у стандартному мовленні обидва типи запитань закінчуються на «-ні (니)» або «-о (어)» без різниці між ними. Наприклад:
- «밥 뭇나?» [Паб му́н-на?] або «밥 묵읏나?»  [Паб му́ґит-на?] проти «밥 먹었니?» [Паб моґот-нí?] або «밥 먹었어?» [Паб моґо-ссо́?] (звичайні вітання корейською мовою).

```
— "Ти поїв?"
```

- «머 뭇노?» [мо мун-но?] проти «뭘 먹었니?» [муоль моґот-ні?] або «뭘 먹었어?» [муоль моґоссо?]

```
 — "Що ти їв?"
```

Зауважте, що на перше запитання можна відповісти «так» або «ні», тоді як останнє вимагає детального пояснення спожитої їжі.
Однак -но також працює як закінчення риторичного запитання.
- «이거 와 이래 맛있노» [і-ґо ва іре мат-ітно]

```
— Буквальне значення «Чому це так смачно?», фактичне значення «Це так смачно».
```

Це явище також можна спостерігати в роздільних питаннях, на які можна відповісти так або ні.
- «Опдже, ки́чя?» (업제, 그쟈?) проти «Опджі, киротчі?» (없지, 그렇지?)

```
— «Там цього немає, правда?»
```

## Соціолінгвістика
Від Пак Чон Хі до уряду Кім Йон Сама (1961—1997) діалект Кьонсан мав більшу популярність у корейських засобах масової інформації, ніж інші діалекти, оскільки всі президенти (крім Чхве Гю Ха) були вихідцями з провінції Кьонсан. Ось чому деяких південнокорейських політиків або високопосадовців неправильно розуміли за те, що вони не намагалися перейти на сеульський акцент, який вважається стандартним у Південній Кореї.
Однак, коли колишній президент Кім Йон Сам був на посаді, його публічні промови були предметом ретельної перевірки, а його вимова викликала як критику, так і потіху. Одного разу він помилково вимовив «경제 (Кьондже, 經濟: означає „економіка“)» як «갱제 (Кєндже: вимова старшого покоління для „경제“)» та «외무부 장관 (вемубу-чанґван, 外務部長官: значення „міністр закордонних справ“)» як «애무부 장관 (йемубу-чанґван, 愛撫部長官: означає „пестити міністра“)». Жартівливий анекдот виник під час іншої його публічної промови, де аудиторія була здивована, почувши, що він зробив Чеджу містом «зґвалтування» світового рівня (관광, 觀光 [ґван ґван, туризм] > 강간, 強姦 [кан-ґан, зґвалтування]) шляхом будівництва «зрадливої» (관통하는, 貫通- [ґвантонханин, проходити через/переживати щось]) > 간통하는, 姦通- [кантонханин, зрадливий]) автостради.